# Центр международной мобильности
«Центр международной мобильности» (фин. Kansainvälisen liikkuvuuden ja yhteistyön keskus, англ. The Centre for International Mobility, CIMO) — правительственное агентство Финляндии, занимающееся содействием международному сотрудничеству в различных областях.

## История организации и её деятельность
«Центр международной мобильности» был основан в 1991 году как организация, проводящая экспертизу и осуществляющую обслуживающие функции в области международного сотрудничества. Изначально финансирование Центра осуществлялось Министерством образования Финляндии.
В настоящее время Центр занимается содействием международному сотрудничеству в области образования, культуры и деловой жизни. Отдельным направлением деятельности является содействие сотрудничеству молодежи разных стран (в частности, Центр входит в сеть Eurodesk, объединяющую более 350 европейских информационных пунктов двух с лишним десятков стран и служащую для распространения информации об образовательных и прочих молодёжных программах в странах ЕС). Кроме того, Центр работает как финляндское национальное агентство и консультационный пункт некоторых программ Европейского Союза, а также некоторых международных программ стипендий и стажировок; поддерживает преподавание финского языка в высших учебных заведениях за пределами Финляндии. Ряд программ Центр осуществляет в сотрудничестве с Министерством образования и науки РФ и Государственным комитетом по высшему образованию РФ.

## Финансирование
Общий бюджет «Центра международной мобильности» в 2001 году составлял 19 миллионов евро.
Источники финансирования:
- Министерство образования и культуры Финляндии,
- Другие государственные структуры Финляндии,
- Европейский Союз,
- Совет министров Скандинавских стран.

## Контактная информация
- Адрес офиса: Хельсинки, Hakaniemenranta 6
- Почтовый адрес: P.O. Box 343, FI-00531 Helsinki, Finland